# Angela Willis
Angela Willis (ur. 26 stycznia 1977) – kostarykańska siatkarka, grająca jako środkowa. Obecnie występuje w drużynie UNED.